# Unzmarkt-Frauenburg
Unzmarkt-Frauenburg  är en kommun i distriktet Murtal i förbundslandet Steiermark i Österrike.
Kommunen består av två orter (Ortschaften) (inom parentes invånarantal 1 januari 2024):
- Frauenburg (562)
- Unzmarkt (698)